# Bandicota bengalensis
Espèce
Statut de conservation UICN

 LC  : Préoccupation mineure
Bandicota bengalensis (rat bandicot ou rat bandicot du Bengale) est une espèce de mammifères de la famille des Muridae, d'origine asiatique.
Cette espèce est commune en Asie au sud de l'Himalaya, du Pakistan à l'Indonésie. C'est un rat mesurant 25 cm de long (tête et corps) à la queue relativement courte, qui est un ravageur redouté des denrées entreposées, mais aussi des cultures, notamment les rizières.